# Championnat BPR 1995
Navigation
Édition précédente Édition suivante
La saison 1995 du Championnat BPR est la deuxième édition de cette compétition. Elle se déroule du 26 février au 12 novembre 1995. Elle comprend douze manches dont les 1 000 kilomètres de Suzuka et les 1 000 kilomètres de Paris. Elle a consacré les pilotes Thomas Bscher et John Nielsen ainsi que l'équipe David Price Racing - McLaren F1 GTR.

## Calendrier
| Manche | Course                             | Circuit                        | Date         |
| ------ | ---------------------------------- | ------------------------------ | ------------ |
| 1      | 4 Heures de Jerez                  | Circuito Permanente de Jerez   | 26 février   |
| 2      | 4 Heures du Castellet              | Circuit Paul Ricard            | 12 mars      |
| 3      | 4 Heures de Monza                  | Autodromo Nazionale di Monza   | 26 mars      |
| 4      | 4 Heures de Jarama                 | Circuito Permanente Del Jarama | 9 avril      |
| 5      | 4 Heures de Nürburgring            | Nürburgring                    | 23 avril     |
| 6      | 4 Heures de Donington              | Donington Park                 | 8 mai        |
| 7      | 1 000 kilomètres de Paris          | Autodrome de Montlhéry         | 14 mai       |
| 8      | 4 Heures d'Anderstorp              | Anderstorp Raceway             | 2 juillet    |
| 9      | 1 000 kilomètres de Suzuka         | Circuit de Suzuka              | 27 août      |
| 10     | British Empire Trophy (4 Heures)   | Circuit de Silverstone         | 17 septembre |
| 11     | 4 Heures de Nogaro                 | Circuit Paul Armagnac          | 8 octobre    |
| 12     | Shell Zhuhai Intl. Race (3 Heures) | Circuit urbain de Zhuhai       | 12 novembre  |

## Résultats
| Manche | Circuit     | Équipe gagnante                                |
| Manche | Circuit     | Pilotes gagnants                               |
| ------ | ----------- | ---------------------------------------------- |
| 1      | Jerez       | #1 Gulf Racing GTC                             |
| 1      | Jerez       | Ray Bellm Maurizio Sandro Sala                 |
| 2      | Paul Ricard | #1 Gulf Racing GTC                             |
| 2      | Paul Ricard | Ray Bellm Maurizio Sandro Sala                 |
| 3      | Monza       | #8 West Competition                            |
| 3      | Monza       | Thomas Bscher John Nielsen                     |
| 4      | Jarama      | #1 Gulf Racing GTC                             |
| 4      | Jarama      | Ray Bellm Maurizio Sandro Sala                 |
| 5      | Nürburgring | #1 Gulf Racing GTC                             |
| 5      | Nürburgring | Ray Bellm Maurizio Sandro Sala                 |
| 6      | Donington   | #8 West Competition                            |
| 6      | Donington   | Thomas Bscher John Nielsen                     |
| 7      | Montlhéry   | #70 Muhlbauer Motorsport                       |
| 7      | Montlhéry   | Stefan Oberndorfer Detler Hübner               |
| 8      | Anderstorp  | #40 Pilot Aldix Racing                         |
| 8      | Anderstorp  | Michel Ferté Olivier Thévenin                  |
| 9      | Suzuka      | #1 GTC Racing                                  |
| 9      | Suzuka      | Ray Bellm Maurizio Sandro Sala Masanori Sekiya |
| 10     | Silverstone | #9 Mach One Racing                             |
| 10     | Silverstone | Andy Wallace Olivier Grouillard                |
| 11     | Nogaro      | #9 Mach One Racing                             |
| 11     | Nogaro      | Andy Wallace Olivier Grouillard                |
| 12     | Zhuhai      | #9 Mach One Racing                             |
| 12     | Zhuhai      | Andy Wallace Olivier Grouillard                |